# 2019冠狀病毒病境外生返臺事件
2020年1月26日至6月22日，因中華民國政府應對2019冠状病毒病疫情離台的境外生暫緩來台政策，以及其它原因，有26000多名境外學位生滯留在外。其中包括約8500名港澳生，約7600名陸生和約9900名其他國籍境外生。應屆畢業生共8199人。6月22日起，政府陸續開放港澳等19國家地區的舊生和新生分批次專案審批返台。7月22日起開放所有國家應屆畢業生，其中以香港學生最多。
外交部自3月19日零時禁止外國人入境後，惟持居留證之外籍人士(不含港澳及中國大陸人士)不受限。而教育部在「開放境外生」入境後，首批申請只有港澳生而無任何其他外籍生。
持有居留證的外籍人士及學生，比照台灣人居家檢疫14天、免陰性證明即可入境。而屬於教育部專案開放的陸港澳及境外生，則須入住检疫旅馆自費隔離14天。自6月17日起，所有外來人口来台未領有居留證明文件者，不得申領防疫補償費用。

## 事件經過

### 疫情初期
1月26日，台灣中央流行疫情指揮中心發布「陸籍人士來臺限制」 ，規定陸生至2月9日暫緩來臺，此禁令針對國籍而非旅行史。同日，教育部發佈「因應嚴重特殊傳染性肺炎學校對陸生管理計畫工作指引」，要求對1月26日之前入境的湖北籍學生、26日之後入境的所有陸籍學生進行集中隔離。。
1月27日，臺灣學生聯合會發表聲明，就校園防疫措施提出幾點顧慮，如獨立衛浴、隔離14天內的支持措施（心理輔導、社群支持等）、對學習進度的影響等；台大學生會的聲明中提出異地隔離、不應侷限中國籍學生、遠距教學轉播、建置足夠的公衛措施、適度延後開學等建議。
1月28日，中山大學一位陸生在個人臉書發表抗議信，遭到網路暴力。
1月29日，境外生權益小組發起檢討教育部集中隔離來台陸生之措施的連署「台灣民間組織及學者連署檢討教育部集中隔離來台陸生之措施」，3天內有16個社會團體參與及百餘名學者聯署。
2月1日，中央流行疫情指揮中心宣佈，次日起廣東籍大陸人不得入境。同日，台灣公共衛生促進會發表聲明，呼籲防疫回歸專業，正視校園陸生集中管理的可能困境，避免污名化特定族群。
2月3日，教育部發布公告，大專院校延至2月25日開學，陸生在2月9日後仍暫緩入境。
2月4日，中央流行疫情指揮中心再宣佈，次日起居住地在浙江省的大陸人禁止入境。
2月5日，衛生福利部宣佈自2月6日起全中國大陸（含港澳）列二級以上流行地區，居住中國大陸各省市陸人暫緩入境。
2月7日，外交部領事事務局宣佈，自2月7日起，針對14日內曾入境或居住於中國大陸的一般外籍人士，將禁止入境。
2月10日，大陸委員會宣佈，自次日起，港澳人士，除商務履約、跨國企業內部調動、已取得居留證之配偶及未成年子女外，均暫緩來臺。亦即港澳學生無法返校。
3月18日，國際疫情形勢嚴峻，台灣頒布「封島令」，但實際上持有居留證的外籍人士（包括學生）皆可入境。交換生、居留證過期以及一些尚未取得居留證（需時6个月）的學生則無法入境。
2月7日，一個由數十名赴台交換陸生組成的Wechat聊天群中，一些無法返台的學生有所不滿，說出了一些過激言論。4月6日左右，數張由陸生及台生轉發的截圖在台灣網路瘋傳，稱陸生「『拿刀架脖子』恐嚇陳時中」，陳時中本人對此也有所回應。台灣民間、媒體和警方迅速調查此事，刑事局鎖定了發言及轉發的人員，並已要求其中在台者到案說明。警方認為此事涉及恐嚇罪，除了將對發言陸生返台時予以刑事調查外，還要再追查幕後是否「另有人指使」。
2月以來，大陸國台辦就陸生無法返台讀書一事多次發聲，並引起兩岸的關注。紐約時報中文網的報道：「無法返台的陸生如何點燃疫情中的兩岸爭端」。
4月9日，大陸教育部因應陸生返台受阻問題，並「綜合考慮當前疫情與兩岸關係形勢」，暫停2020年大陸畢業生赴台升讀，已在臺灣高校就讀的陸生不在此限。

### 疫情趨緩
5月4日，台灣教育部要求各大學盤點檢疫量能，以準備開放境外生返台就讀。
5月11日，立委何志偉爆料中原大學逼迫歧視陸生的教師招名威道歉一事。5月15日，中原大學發佈聲明稿表示，立委何志偉與招名威透過媒體披露的片面資訊不僅傷害校譽，更造成社會對立。
5月14日，國立成功大學主任秘書李俊璋表示，學校將全面盤點宿舍空間數量，6月20日前須完成第一波規劃，滯留在外的約500位舊生將於8月27、28日前全數返校。
5月27日，因5月4日後各方遲遲沒有動作，「陸生返台推動組」發起有關陸生畢業生返台的聯署。
5月28日，陳時中表示，境外生入台事宜由教育部規劃時程，但一樣居家隔離14天。
6月2日，陸生群體將人數已超過1000人的連署信及連署名單、陸生防疫意向初步調查表與各界連署人士的留言和建議，去信教育部。信中提出：1、對陸生等境外生批次返台事宜做出具體安排，事急優先，專案處理，讓畢業生在完成嚴謹防疫程序後先行返校；2、以少量、多次、有序的方式在3個月內逐步開放境外生入境隔離。3、願意配合返台前後的必要檢疫管理措施。
6月4日，在行政院院會上，行政院指示：「需等國際疫情更趨緩後，再依檢疫量能檢討開放時機。」同日，「香港僑生返台關注小組」發起針對港澳學生返台就學的聯署調查，在信中提出：1、對境外生「少量、分批、畢業生優先」，「事急優先，專案處理」，讓畢業生群體在安全有序與滿足防疫需求下先行返校；2、針對香港受到「國安法」影響，對於港生入台簽證應專案處理；3、台灣政府應盡快出台境外生返台日程表。
6月5日，境外生權益小組赴教育部陳情，呼籲「分批入境，全數回台」、「防疫模範生，顧好境外生」。小組遞交台灣檢疫能量、境外生來源地疫情等調查分析結果，得出結論：1、隔離房間充足，暑期7月初起正是開放入境好時機；2、境外生主要來自東亞與東南亞，疫情已趨緩；3、邊境流動至今未止，境外生來台不會產生衝擊。教育部主任秘書朱楠賢出面接收陳情信，表示教育部確實有提出境外生返台方案，只是當日召開跨部會會議「聲音比較多」，但學生的要求教育部都知道。
6月6日，有官員表示，在6月4日的行政院院會上，教育部、衛福部、內政部、陸委會基本上都覺得可開放境外生返台，但有部分與會者提出「國安」考量否決。
6月7日，私立大學校院協進會發表聲明，籲政府趕快公布規劃開放大學境外生入境的時程、條件。
6月9日下午2時30分，香港僑生返台關注小組成員與台灣各大學香港校友會總會代表，到台北經濟文化辦事處會見代處長高銘村等，提交聯署及聲明，促請台灣政府盡快以「小量、分批、畢業生優先」方案，盡快安排境外生返台。
6月12日，國立大學校院協會與國立科技大學校院協會釋出聲明，籲請將國內大學校院境外生，列入第一批准予入境的優先對象；陸生返台推動組去信行政院長蘇貞昌，籲請行政院儘快召開新一輪跨部門會議，訂出境外生返台日程規劃。
6月14日，教育部長潘文忠表示境外生解禁3原則：暑假、應畢生、低風險國優先。有校長則直言，指揮中心才是定奪入境時機的決策單位，大學端現在亟需官方提出「明確時程表」。

### 開放部分舊生
6月15日，總統蔡英文與民進黨立委茶敘時，討論到境外生相關政策，強調跨部會正在加緊協調，很快就會有結果。媒體2日後報道民進黨立委吳思瑤當日在臉書上透露會議內容，「陸生不會是優先開放之列」。
6月17日，教育部長潘文忠在中央流行疫情指揮中心記者會上宣布，優先開放11個低風險國家或地區應屆畢業生（拿到畢業證後將於1個月內限期離境）可自6月22日起分批返台就學，包括越南、香港、澳門、泰國、帛琉、澳洲、紐西蘭、汶萊、斐濟、蒙古、不丹，共2238名。對檢疫的要求是2個標準作業程序（SOP）：抵台前，核實名單、確認檢疫場所、班機調查及簽證核發等；抵台後，通過機場邊境管制、單一報到櫃檯，以防疫交通接送，安排到檢疫場所隔離14天，且優先入住防疫旅館。陳時中表示，此次境外生開放不包含大陸，是因為「中國本來就不在防疫期間、居家檢疫14天的規範內」。境外生權益小組等就此指出：1、中低風險國家/地區無判別依據；2、陸生並未像按省封禁時一樣按省解禁，僅憑北京的局部疫情就一刀切；3、不少學校隔離房間充足，教育部卻要求在防疫旅館檢疫。政府則表示「領有居留證明文件者」皆可申領每日1000元隔離補助金，亦即無法獲得居留證的陸生不在此列。國民黨認為，民進黨故意遺漏陸生乃是歧視，原因是年初封禁陸籍人士是按照省份，此次卻忽略了大陸疫情除北京外都屬「低風險」地區，令人懷疑防疫標準的專業性。
6月18日，大陸國臺辦、大陸教育部也接連表示，認為民進黨當局持續拒絕陸生、陸配子女返台讀書，「背離人道立場」。部分大學則對要求旅館隔離表示不滿：「檢疫宿舍都準備好，為何一定要外宿？」一些大學校長也呼籲按省份放開陸生返台就學。
6月19日，中央疫情指揮中心發言人莊人祥回應說，境外生入住防疫旅館檢疫算是「過渡期的方式」，待各校宿舍準備就緒，即可漸進改為以學校宿舍集中檢疫。而中央流行疫情指揮中心預計每兩周依疫情變化更新低風險國家或地區。
6月20日，教育部明確境外生返台流程，優先於6月22日至7月5日之間完成。

6月24日當晚媒體報導，第一批規劃的2238名境外生中，教育部目前批准了62名同學入境，均來自港澳。
6月26日中午，首批8名境外生抵台。校方呼籲步調應「再寬鬆一些」。因陳時中表示境外生由教育部主責，陸生去信給教育部，再度強調入境名單要超前部署、避免防疫資源空置。
6月27日，有公衛學者建議境外生可比照持居留證人士，持「免疫護照」（核酸檢測證明）盡快返校。
7月1日，陳時中在記者會上表示：陸生部分要由陸委會和教育部決定；充分支持暑假利用宿舍隔離；陸籍在台生活人士返台「應該不會太久」；對於中國疫情的評估，要釐清狀況，看是否開放邊境，以及防疫措施是否人性化，但也認為中國政府不會「拿人民的性命開玩笑」。
7月2日，政府再開放寮國及柬埔寨的4名應屆畢業生返台。大學呼籲可以按省份和州別盡快開放。陸生寄信教育部，要求明確分工。
7月5日，是首批境外生返台截止日期，但當日並未有第二批的規劃。《中國時報》表示，政府擬將陸生返台事件壓在年底，教育部和陸委會都「沒有決定權」。之前報道陸生回台「應該不久了」是媒體解讀錯誤。同日陸委會回應此說「應為不實消息」。
7月8日，陳時中表示，大陸疫情資訊不透明，且管制措施有所增強，無法判斷疫情風險等級，故無法對陸生、陸配子女返台安排時間表。同日，教育部再开放馬來西亞、新加坡、日本、韓國、斯里蘭卡等5個中低感染風險國家境外生，即日起共18國/地區所有在學學位生都可以申請返台，總計6795人。教育部表示可以利用校內外的獨棟或獨層宿舍進行檢疫。陸生則寄信指出，除陸港澳之外的境外舊生因持居留證，一直可以入台。教育部如此分批按疫情開放實是多此一舉，為掩蓋只有陸生不能返校的事實。外交部和移民署都明令境外生事宜由教育部規劃，實則無需等待指揮中心公佈疫情風險等級。
截至7月13日下午5點，教育部共核准338名境外生，實際282人已入境。

### 開放部分新生
7月15日，再開放緬甸境外生入境，總計19國/地區學生。自7月22日起，上述地區所有新生也開放入境。陳時中表示境外生來台的國家和地區屬教育部權責，只要入境後居家隔離14天，就「沒有意見」。同日教育部表示，要經過行政院跨部會協調會議討論，並經指揮中心同意後，才能決定開放哪國境外生。
7月18日，印尼學生發起返台聯署，盼依省份開放入臺。次日教育部回應，會報請行政院跨部會協調會議討論。

### 開放所有應屆畢業生
7月22日，教育部政務次長劉孟奇宣布，開放所有國家應屆畢業生申請入境，陸生也包括在內，初估有3533人可返台完成學業。未來將視狀況再依序放寬其他在學學位生、新生入境。
截至7月28日，僅有700多境外生抵達台灣。當日境外生權益小組刊登投稿，質疑返台程序及規則不明、效率低下。教育部長潘文忠同日表示，境外生來台政策會依照邊境風險嚴管、穩健逐步開放，「不會以開學作為臨界點」。各校應準備好安心就學方案。

### 開放除陸生外的所有舊生
8月5日，教育部發函到各學校，開放所有境外舊生來台，包括陸生。教育部政務次長劉孟奇於傍晚的採訪中，在受訪到一半時，被教育部幕僚請出，返回則改口表示「因為跟兩岸相關的一些考量」，此次開放不包括陸生。陸委會稍晚發文表示，「惟開放迄今已逾2週，實際入境返臺陸生人數僅寥寥十餘人。據瞭解，近期已發生多起陸方阻撓陸生返臺就學的個案，諸如包括陸生申請來臺證件「大通證」簽注遭受刁難，或要求其提出我方學校證件不得出現「國立」等文字。本會認為到底是何方阻撓陸生來臺，已相當清楚。」陸生返台推動組對此在臉書發出聲明：1、陸生返台人數少主要是多數學校尚未安排入境，且防疫資源稀缺、昂貴。2、台辦未辦理陸生證件是因為台方尚未開放，陸生也並未抹去「國立」字樣而是轉請系主任簽章，以尊重學校聲譽。3、「持續安心就學」本質上是對陸生就學權益的嚴重侵害。
8月6日，教育部表示此「髮夾彎」的舉動是因陸委會「有不同意見」，陸委會則表示境外生解禁流程都經行政層次討論，意即不存在臨時更改意見的可能。指揮中心發言人莊人祥則稱只要落實14天檢疫，境外生來台就不是問題。針對有傳聞說是教育部接到行政院電話、才喊卡陸生，次日蘇貞昌回應說境外生開放是經由專家各方面研判，最高目的是保護「國人健康」。
8月7日上午，境外生權益小組再度赴教育部陳抗，提出：1、應積極協助各大學增加檢疫宿舍，並優先以檢疫宿舍作為防疫安排；2、應專案補助境外生防疫費用，尤其是經濟狀況不佳之境外生；3、政治考量不應剝奪學生就學權益，教育部應以教育專業考量進行決策；4、繼續不分國籍開放境外生，勿消極退守。交通大學老師王智明說，在政治上人被分為「三六九等」，但教育應是「有教無類」的。同日，陸生曝出教育部私下口頭更改應屆畢業生的定義，許多原本符合返台資格、訂好機票旅館的陸生自8月5日以後突然被駁回申請。
8月11日，私立大學校院協進會、私立科技大學校院協進會及國立大學校院協會等都發出聲明，反對政治凌駕教育，呼籲學生的受教權應一視同仁，盡快開放陸生和境外新生入境。
8月13日，前總統馬英九再度就陸生一事發文，應停止歧視陸生、陸配和小明，呼籲兩岸化解仇恨、走向合作。同日，中華青年公共參與協會與台灣學權陣線召開「沒有藍綠、只有教育，呼籲陸生解禁」記者會，要求政府盡快讓陸生返台，並表示未來會到各大校院發放黃絲帶，聲援陸生。

8月19日下午，教育部宣佈，即日起開放高中以下境外生返台，包含港澳陸人士。

### 開放所有境外學位生
8月20日，知情人士透露，總統蔡英文一直以來都非常關心人權，務必要讓「小明」與陸生在開學前返台。 
8月24日，教育部宣布，即日起開放19個國家/地區以外的新生（含先修華語之外交部台灣獎學金受獎生），以及陸籍學位生來台，預估約1萬人。預計將在未來2至3個月內依序入境、平均每日數百人。
未來將視疫情和檢疫量能，再討論是否開放非學位生。
8月28日，教育部稱文化大學校方提交的資料中「錯誤百出」，因此暫停全部文大境外生返台的資格。不少同學反映教育部駁回申請的理由存在一定隨機性，如遇到此類流程上的問題，皆由學生自己承擔損失。甚至有港生反映，台灣郵寄入台證用的是掛號郵件，導致行程來不及。
開學在即，不少防疫旅館調漲價格，台北均價已達3200元每日，而台北以外房價較低的縣市則多僅提供給當地戶籍者。許多學校不允許學生自行選擇，而是統一訂價格較高的旅館。陸生及所有新生皆無法領取每日1000元的補貼，但陸生的返台意願仍非常高。境外生權益小組則指出，9月份防疫旅館價格暴漲約4成，是因為擔心政府取消對旅館每日1200元的補助，但補助照發之後、旅館卻並未調回此前價格，有單方面毀約之嫌。9月14日，政府取消10月後對外籍人士入住的防疫旅館之補助，而此時大多數境外生尚未取得入臺資格，境外生將成為此項新規下受影響最大的群體。

### 再度關閉境外生專案申請
12月30日，指揮中心宣佈再度提升邊境管制，但持居留證及專案許可等之外籍、港澳、大陸人士仍可來台。同日晚，教育部宣佈自當日起暫時停止受理境外學位生入境申請作業。陸生表示，陸生以外的學位生都能領居留證，不需專案就可以回來，所以還是回到只卡陸生的狀況。
2021年1月2日，陸委會在記者會上表示，現仍延續由校方向教育部申請許可的專案模式，且教育部會「重新檢視規劃學位生入境相關的防疫作業」。
2021年2月4日，境外生權益小組接到一名巴基斯坦境外生投訴一直無法取得入台許可而滯留杜拜四個月，教育部事後稱會請駐外單位協助，並成功協助有關學生入境。
2021年3月11日，境外生權益小組接到一名迦納籍境外生求助稱自2020年11月至今未能在奈及利亞代表處申請入境簽證，中華民國外交部事後請有關單位提供協助。
2021年5月，因台灣本土疫情大規模爆發，無居留證境外生不得入境。
2021年8月，重啟境外生入境專案。
2021年11月，境外生權益小組接到數名西非籍境外生投訴聲稱多次遭到中華民國駐奈及利亞辦事處刁難，並遭到不友善對待；教育部事後稱會經洽外交部領務局了解相關情形協助，領務局也已表明，已請駐奈及利亞辦事處盡速查明回復。
2021年12月15日起，因應春節返鄉潮，暫緩無居留證境外生入境專案申請。

## 與同期其他人士入台政策的參照與對比

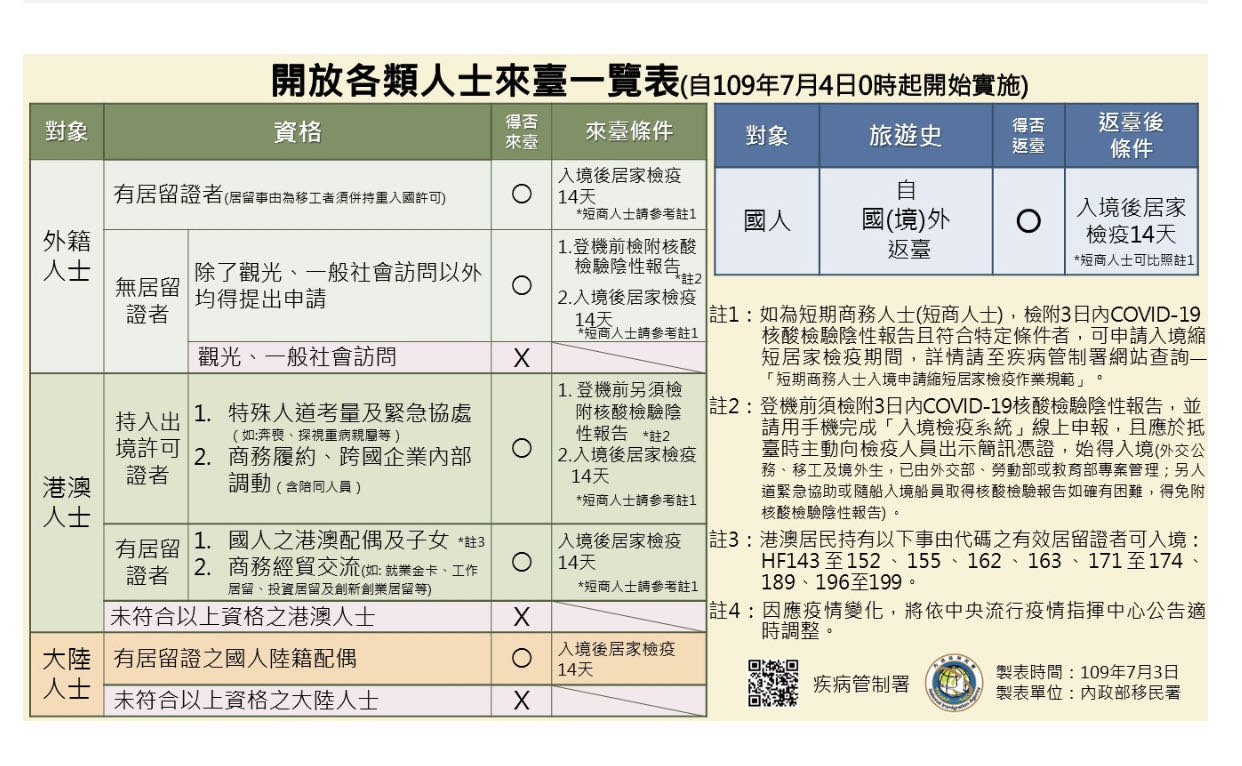
開放各類人士來台一覽表（移民署7月3日）

3月18日以來，台灣並未對港澳以外持有居留證的外籍人士做出入境限制。
6月17日，指揮中心宣佈，低或中低風險國家地區的短期商務人士（在台停留天數小於3個月），可自6月22日起入台。隔離期間可以面談商務，5～7日後進行自費篩檢，為陰性則可外出活動，也可以提前結束隔離歸國。另出於「人道需求」等，指揮中心再度放寬大陸以外的境外人士入台，自6月29日起：1、外籍人士除觀光、一般社會訪問外，皆可入境；2、港澳人士配偶及子女、人道就醫等需求、商務經貿交流等也可入境。配合居家檢疫14天等措施。外交公務、移工及境外生，則由外交部、勞動部或教育部專案管理。並自6月25日起開放國際及港澳旅客在桃園機場轉機，最長可待8小時。而因中國大陸疫情仍屬嚴峻，成為該次開放轉機唯一遭排除國家地區。
7月3日，指揮中心再放寬外籍人士來台限制，次日起持居留證者不需持3日內核酸檢測證明，港澳人士因商務經貿等居留者也不需繳交證明。
7月4日，陳時中表示，開放陸配子女「小明」入境，將朝「人道方面」尋找解決方案，但還要考量「兩岸關係」。
7月15日，陳時中宣佈開放2歲以下持有居留證的陸配子女入境。
7月22日，陳時中宣佈自8月1日起，開放除醫美健檢之外，包括大陸在內的所有外籍人士來台就醫。